# Carlisle (Indiana)
Carlisle es un pueblo ubicado en el condado de Sullivan, Indiana, Estados Unidos. Según el censo de 2020, tiene una población de 625 habitantes.

## Geografía
La localidad está ubicada en las coordenadas 38°57′39″N 87°24′5″O / 38.96083, -87.40139. Según la Oficina del Censo de los Estados Unidos, Carlisle tiene una superficie total de 1.34 km², correspondientes en su totalidad a tierra firme.

## Demografía
Según el censo de 2020, hay 625 personas residiendo en Carlisle. La densidad de población es de 466.42 hab./km². El 94.88% de los habitantes son blancos, el 0.64% son amerindios, el 0.16% es asiático, el 1.28% son de otras razas y el 3.04% son de una mezcla de razas. Del total de la población, el 4.48% son hispanos o latinos de cualquier raza.